# Claire Shulman

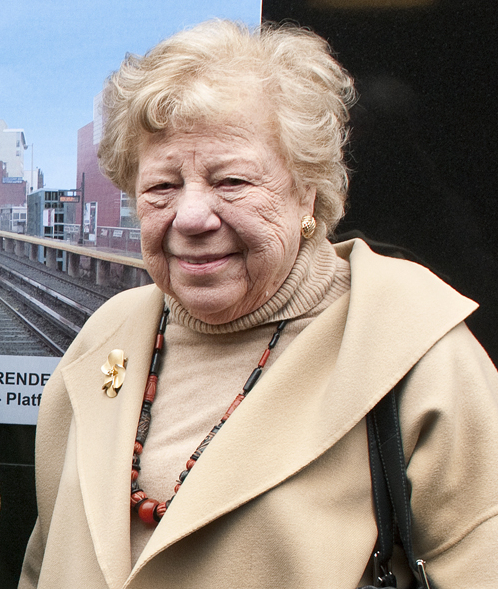
Claire Shulman (2012)

Claire Shulman, geb. Claire Kantoff (* 23. Februar 1926 in Brooklyn, New York City, USA; † 16. August 2020 in Queens, New York City) war eine US-amerikanische Politikerin der Demokratischen Partei.
Von 1986 bis 2002 war sie ununterbrochen Präsidentin von Queens, einem Borough von New York City. Sie war die zweite Frau – nach Constance Baker Motley, die ein solches Amt erringen und halten konnte.

## Leben und Karriere
Claire Shulman (geb. Kanthoff) wurde 1926 in Brooklyn geboren. Sie machte ihren Abschluss an der Adelphi University (s. engl. Wiki) und arbeitete zunächst als Krankenschwester im Queens General Hospital. In dieser Zeit lernte sie ihren späteren Ehemann, den Psychiater Dr. Melvin Shulman, kennen. Nachdem das Paar geheiratet hatte, gab Claire Shulman ihre Arbeit auf, um ihre drei Kinder aufzuziehen. Gleichzeitig begann sie während dieser Zeit sich auf kommunaler Ebene politisch zu engagieren. Als sie die über das Community board von Queens (Queens Community Board 11) die Renovierung der Schule, die von ihren Kindern besucht wurde, erreichen wollte, geriet Shulman, als Vorsitzende des „Bayside Mother‘s Club“ eher zufällig in die Politik. 1966 wurde sie in dieses Community board gewählt und 1968 Vorsitzende.
1972 wurde sie dann als Direktorin für die Community boards (director of community boards) in den Verwaltungsapparat von Borough President (Bezirkspräsident) Donald Manes (1934–1986), der dieses Amt seit 1971 innehatte, geholt. 1980 wurde sie von Manes zu seiner Stellvertreterin ernannt.
Im Januar 1986 stellte sich heraus, dass Donald Manes die zentrale Figur in einem großen kommunalen Korruptions-Skandal war. Anfang Februar 1986 trat Manes von seinem Amt zurück (Er beging später Selbstmord). Daraufhin wurde Claire Shulman am 12. März 1986 zur Interimspräsidentin des Borough of Queens (Acting Borough President) bestimmt. Die neun Mitglieder aus Queens im New York City Council (Rat der Stadt New York) stimmten sämtlich für sie. Als Ende November 1986 die (Sonder-)Wahl für die verbleibenden 3 Jahre von Manes Amtszeit stattfand, setzte sich Shulman sowohl in der parteiinternen Primary (Vorwahl) der Demokratischen Partei, als auch in den darauf folgenden allgemeinen Wahlen (general elections) gegen ihre Konkurrenten durch.
Shulman gewann 1989, 1993 und 1997 auch die nächsten Wahlen und hielt das Amt der Borough President (Bezirkspräsidentin) von Queens Borough bis Ende 2001. Claire Shulman war – nach Constance Baker Motley – die zweite Frau, die eine solche Position erringen und halten konnte (C.B. Motley war dies von 1965 bis 1966 in Manhattan gelungen).
Die einflussreichste Rolle eines Bezirkspräsidenten in diesen Jahren zeigte sich vor allem durch seine Mitgliedschaft im Board of Estimate, das – bis es 1989 abgeschafft wurde – neben dem City Council eines der beiden wichtigsten politischen Gremien der Stadt war.
Das Board of Estimate, setzte sich aus dem Bürgermeister, dem Ratsvorsitzenden, dem Comptroller und den fünf Borough Presidents (Bezirkspräsidenten) zusammen, teilte sich mit dem City Council die Befugnis zur Genehmigung des Stadtbudgets und hatte das letzte Wort in Fragen des Flächennutzungsplans und der Landnutzung.

## Privates
Nach ihrer Heirat bekam das Paar Claire (Kanthoff) und Melvin Shulman zwei Kinder. Die 1953 geborene Tochter Ellen Louise (verheir. Baker) wurde Astronautin und nahm an 3 Space-Shuttle-Reisen teil.
Der Sohn Lawrence N(athan) Shulman wurde Professor der Medizin, spezialisiert auf Onkologe und ist u. a. Leiter des Dana-Farber Cancer Institutes in Boston, Massachusetts.
1959 adoptierten Claire und Melvin Shulman ein Kind aus einem koreanischen Waisenhaus. Der Adoptivsohn Kim Shulman (* 1951) wurde Regieassistent bei Fernsehserien wie Party of Five oder China Beach. Er starb 2001 im Alter von 45 Jahren an einer Gehirnblutung.